# Frieder Zschoch

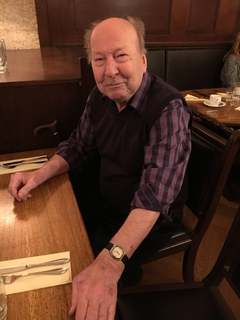
Frieder Zschoch

Frieder Zschoch (* 30. März 1932 in Großenhain; † 3. März 2016 in Leipzig) war ein deutscher Musikwissenschaftler.

## Leben
Frieder Zschoch wurde als zweiter Sohn des evangelisch-lutherischen Pfarrers Reinhold Zschoch und seiner Frau Hildegard in Großenhain geboren. Er wuchs in einem musikalischen Elternhaus auf und erhielt Klavier- und Trompetenunterricht. Zum Herbstsemester 1950 immatrikulierte er sich an der Universität Leipzig für das Fach Musikwissenschaft.
Seine Lehrer waren dort Walter Serauky, Hellmuth Christian Wolff, Richard Petzoldt und Rudolf Eller, außerdem studierte er von 1950 bis 1952 Germanistik und war Gasthörer an der Humboldt-Universität in Berlin bei Hans-Heinz Dräger für das Fach Systematische Musikwissenschaft. Im Mai 1954 legte er das Staatsexamen für Musikwissenschaft in Leipzig ab.
Seine Diplomarbeit schrieb er zu dem Thema Die Verwendung der Trompete in Oper und Sinfonik des Barockzeitalters unter besonderer Berücksichtigung Georg Friedrich Händels.
Im Anschluss an sein Studium arbeitete er zunächst für den VEB Friedrich Hofmeister Verlag Leipzig und für die Gewerkschaft Kunst, bevor er im September 1954 Hilfslektor bei dem am 1. Januar 1954 gegründeten VEB Deutscher Verlag für Musik (DVfM) wurde. Dieser Verlag spezialisierte sich u. a. auf Gesamtausgabenprojekte (Bach, Händel, Mozart) in Kooperation mit dem Bärenreiter-Verlag in Kassel.
Am 1. Januar 1955 wurde Frieder Zschoch als Lektor fest angestellt und war gleich für den ersten Band der Hallischen Händel-Ausgabe (HHA) verantwortlich.
Frieder Zschoch gehört zu jener Gruppe von dreizehn Händelianern, die am 23. April 1955 die Georg-Friedrich-Händel-Gesellschaft gründeten. Unter den Unterschriften auf der Gründungsurkunde befinden sich u. a. die von Max Schneider, Rudolf Steglich, Karl Vötterle, Georg Engelmann, Walther Siegmund-Schultze, Wolfgang Rehm, Konrad Sasse und Arno Rammelt.
Frieder Zschoch blieb der Georg-Friedrich-Händel-Gesellschaft und der Hallischen Händel-Ausgabe fest verbunden. Als Lektor begleitete er nicht nur zahlreiche Bänder der Bach-, Händel und Telemann-Ausgabe, sondern auch das vierbändige Händel-Handbuch. In DDR-Zeiten war er das Bindeglied zwischen dem DVfM und dem Bärenreiter-Verlag.
Nach der Wende wechselte er 1990 zum Bärenreiter-Verlag nach Kassel, bis er 2002 in den Ruhestand ging.
Frieder Zschoch war lange Zeit Mitglied des Vorstandes der Händel-Gesellschaft und wurde 2003 zum Ehrenmitglied ernannt. Darüber hinaus ist er Ehrenmitglied der Gesellschaft für Musikforschung.